# Hydrodessus biguttatus
Hydrodessus biguttatus är en skalbaggsart som först beskrevs av Guignot 1957.  Hydrodessus biguttatus ingår i släktet Hydrodessus och familjen dykare. Inga underarter finns listade i Catalogue of Life.